# چیما نووسو
چیما نووسو (انگلیسی: Chima Nwosu؛ زادهٔ ۱۲ مهٔ ۱۹۸۶) بازیکن فوتبال اهل نیجریه است.
وی همچنین در تیم ملی فوتبال زنان نیجریه بازی کرده‌است.